# Motocyklowe Grand Prix Japonii 2003
Motocyklowe Grand Prix Japonii 2003 – pierwsza eliminacja Motocyklowych Mistrzostw Świata, rozegrana 4 - 6 kwietnia 2003 na torze Suzuce w Suzuka. W klasie MotoGP podczas wyścigu japoński motocyklista Daijirō Katō miał wypadek przy szykanie Casio Triangle, gdzie przy około 200 km/h (125 mph) uderzył w ścianę. Z poważnymi obrażeniami ciała w stanie śpiączki, przewieziono go do szpitala, gdzie zmarł 20 kwietnia.

## Wyniki MotoGP
| Pozycja | Motocyklista      | Motocykl      | Czas / Strata      | Start | Punkty |
| ------- | ----------------- | ------------- | ------------------ | ----- | ------ |
| 1       | Valentino Rossi   | Honda         | 44:13,182          | 1     | 25     |
| 2       | Max Biaggi        | Honda         | +6,445             | 2     | 20     |
| 3       | Loris Capirossi   | Ducati        | +8,209             | 15    | 16     |
| 4       | Sete Gibernau     | Honda         | +13,209            | 6     | 13     |
| 5       | Troy Bayliss      | Ducati        | +23,099            | 13    | 11     |
| 6       | Colin Edwards     | Aprilia       | +29,040            | 9     | 10     |
| 7       | Nicky Hayden      | Honda         | +29,126            | 23    | 9      |
| 8       | Alex Barros       | Yamaha        | +30,526            | 8     | 8      |
| 9       | Shinya Nakano     | Yamaha        | +33,447            | 10    | 7      |
| 10      | Carlos Checa      | Yamaha        | +40,200            | 4     | 6      |
| 11      | Norifumi Abe      | Yamaha        | +44,790            | 14    | 5      |
| 12      | Noriyuki Haga     | Aprilia       | +1:3,358           | 17    | 4      |
| 13      | John Hopkins      | Suzuki        | +1:3,950           | 12    | 3      |
| 14      | Kenny Roberts Jr. | Suzuki        | +1:4,085           | 7     | 2      |
| 15      | Olivier Jacque    | Yamaha        | +1:9,990           | 21    | 1      |
| 16      | Garry McCoy       | Kawasaki      | +1:16,572          | 20    |        |
| 17      | Andrew Pitt       | Kawasaki      | +1:17,380          | 24    |        |
| 18      | Akira Yanagawa    | Kawasaki      | +1:23,605          | 18    |        |
| 19      | Tamaki Serizawa   | MD211VF Proto | +1:35,459          | 16    |        |
| 20      | Tohru Ukawa       | Honda         | +1:57,128          | 3     |        |
| NS      | Makoto Tamada     | Honda         | wycofał się        | 5     |        |
| NS      | Nobuatsu Aoki     | Proton        | wycofał się        | 19    |        |
| NS      | Jeremy McWilliams | Proton        | wycofał się        | 25    |        |
| NS      | Daijiro Kato      | Honda         | śmiertelny wypadek | 11    |        |